# Wollbach (Unterfranken)

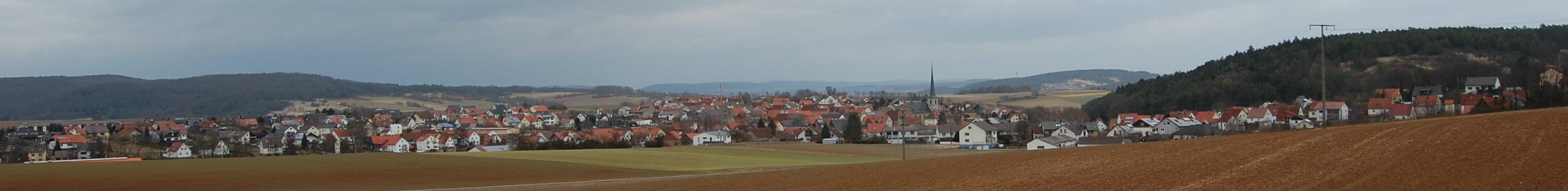
Wollbach

Wollbach ist eine Gemeinde im unterfränkischen Landkreis Rhön-Grabfeld und ein Mitglied der Verwaltungsgemeinschaft Heustreu.

## Geografie
Wollbach liegt in der Region Main-Rhön 4,5 km nördlich von Bad Neustadt. Es gibt nur den Gemeindeteil und die Gemarkung Wollbach.

## Geschichte

### Bis zur Gemeindegründung
Das Zisterzienserkloster Bildhausen besaß das Patronatsrecht der Kirche sowie Güter und Einkünfte in Wollbach. Das Amt des Hochstiftes Würzburg gehörte ab 1500 zum Fränkischen Reichskreis. Es wurde nach der Säkularisation 1803 zugunsten Bayerns 1805 Erzherzog Ferdinand von Toskana zur Bildung des Großherzogtums Würzburg überlassen und fiel mit diesem 1814 endgültig an Bayern. Im Zuge der Verwaltungsreformen entstand mit dem Gemeindeedikt von 1818 die heutige Gemeinde.

### Einwohnerentwicklung
Einwohnerentwicklung in der Gemeinde Wollbach:
| Jahr      | 1970 | 1987 | 1991 | 1995 | 2000 | 2005 | 2010 | 2015 |
| Einwohner | 1011 | 1146 | 1201 | 1262 | 1359 | 1260 | 1299 | 1298 |

Im Zeitraum 1988 bis 2018 stieg die Einwohnerzahl von 1166 auf 1319 um 153 Einwohner bzw. um 13,1 %. 1999 hatte die Gemeinde 1359 Einwohner.
Quelle: BayLfStat

## Politik

### Bürgermeister und Gemeinderat
Von 2002 bis 2014 war Alois Gensler (CSU/Bürgerblock) Erster Bürgermeister. Dieser war der Nachfolger von Karl Fiedler (CSU/Bürgerblock). Seit Mai 2014 ist Thomas Bruckmüller der Nachfolger von Alois Gensler.
Bei der Kommunalwahl 2020 erhielt die Liste CSU/Bürgerblock acht Sitze, die Wollbacher Wählergemeinschaft vier Sitze im Gemeinderat. 

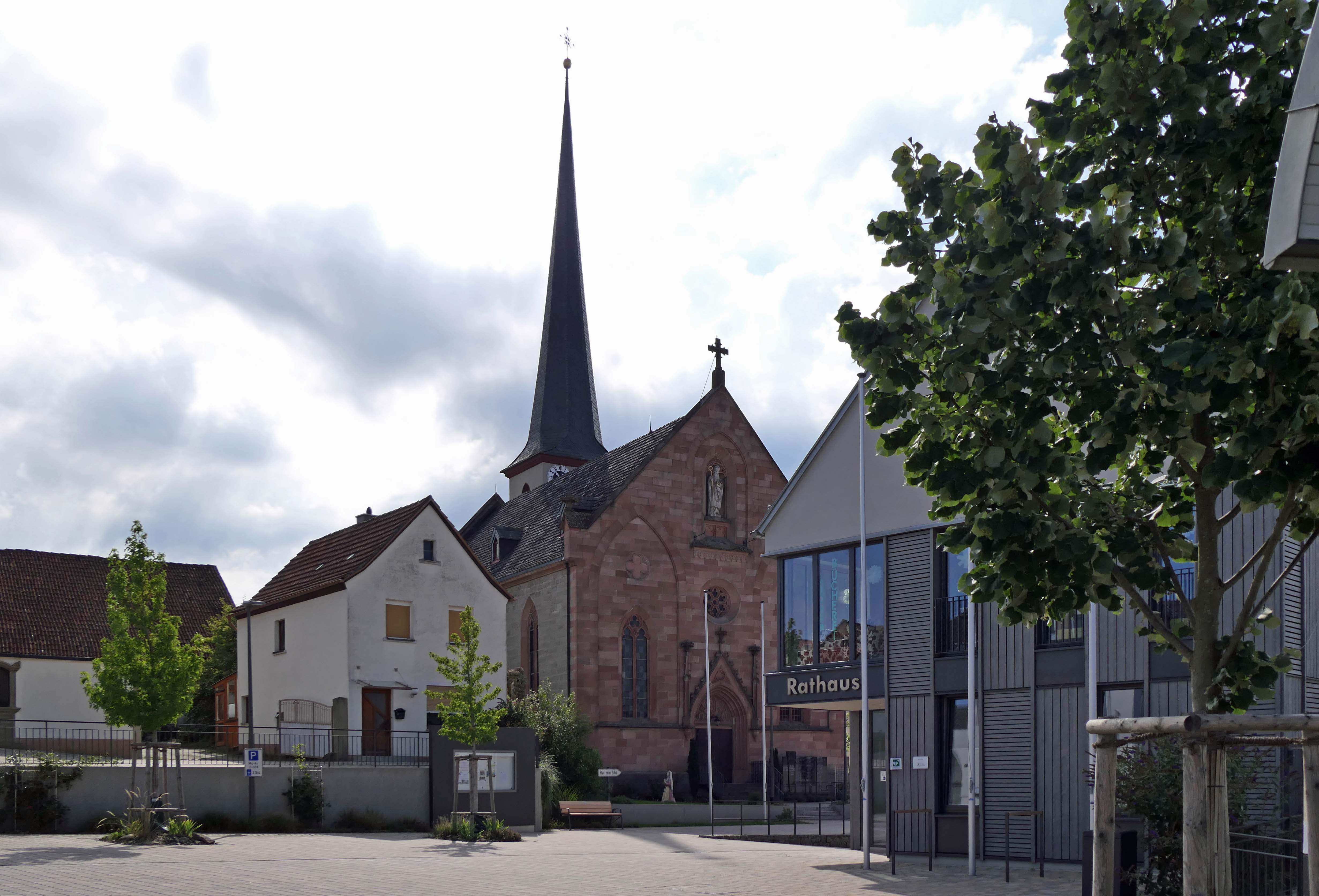
Kirche St. Bonifatius und Rathaus in Wollbach

### Wappen
|  | Blasonierung: „Durch einen gesenkten, von Silber und Rot in zwei Reihen geschachten Balken geteilt von Rot und Silber; oben ein wachsender silberner Löwe mit goldener Krone, unten eine schwarze Hirschstange.“ |
|  | |

## Wirtschaft und Infrastruktur

### Wirtschaft einschließlich Land- und Forstwirtschaft
Es gab 2020 nach der amtlichen Statistik im produzierenden Gewerbe 35 und im Bereich Handel und Verkehr 28 sozialversicherungspflichtig Beschäftigte am Arbeitsort. In sonstigen Wirtschaftsbereichen waren am Arbeitsort 32 Personen sozialversicherungspflichtig beschäftigt. Sozialversicherungspflichtig Beschäftigte am Wohnort gab es insgesamt 603. Im verarbeitenden Gewerbe gab es keine, im Bauhauptgewerbe vier Betriebe. Zudem bestanden im Jahr 2016 sechs landwirtschaftliche Betriebe mit einer landwirtschaftlich genutzten Fläche von 325 ha, davon waren 298 ha Ackerfläche.
Seit 1957 betreibt der bekannte Pfeifenmacher Anton Manger in Wollbach seine Tabakspfeifenfabrik.

### Bildung
Es gibt folgende Einrichtungen (Stand: 2018):
- Kindergärten: 60 Kindergartenplätze mit 44 Kindern

## Bauwerke
- Dorfkirche mit Kirchturm mit langer hoher Spitze (Julius-Echter-Spitze)
- Versammlungshalle „Wollhalla“

## Sonstiges
Südlich von Wollbach an der Straße nach Heustreu befindet sich der aufgelassene Stützpunkt Camp Lee der 2nd Squadron des 11th Armored Cavalry Regiment der US-Streitkräfte. Dieser Stützpunkt wurde Ende der 1940er Jahre errichtet und in den 1970er Jahren ausgebaut. 1992 wurde er aufgegeben. Von 1992 bis 1996 diente er als Asylbewerberheim, später diente er einem Kurierdienst als Quartier. Im Jahr 2016 erwarb die Fahrschule Ludwig aus Bad Neustadt das Anwesen und führt dort Verkehrsübungen durch. Der ehemalige Stützpunkt heißt seitdem "Camp Lu".
Die Wollbacher werden in der Region auch als „Sandhasen“ bezeichnet. Hintergrund hierfür sind die Sandgruben, die sich südlich des Dorfes befinden und noch bis in die 80er Jahre kommerziell betrieben wurden.

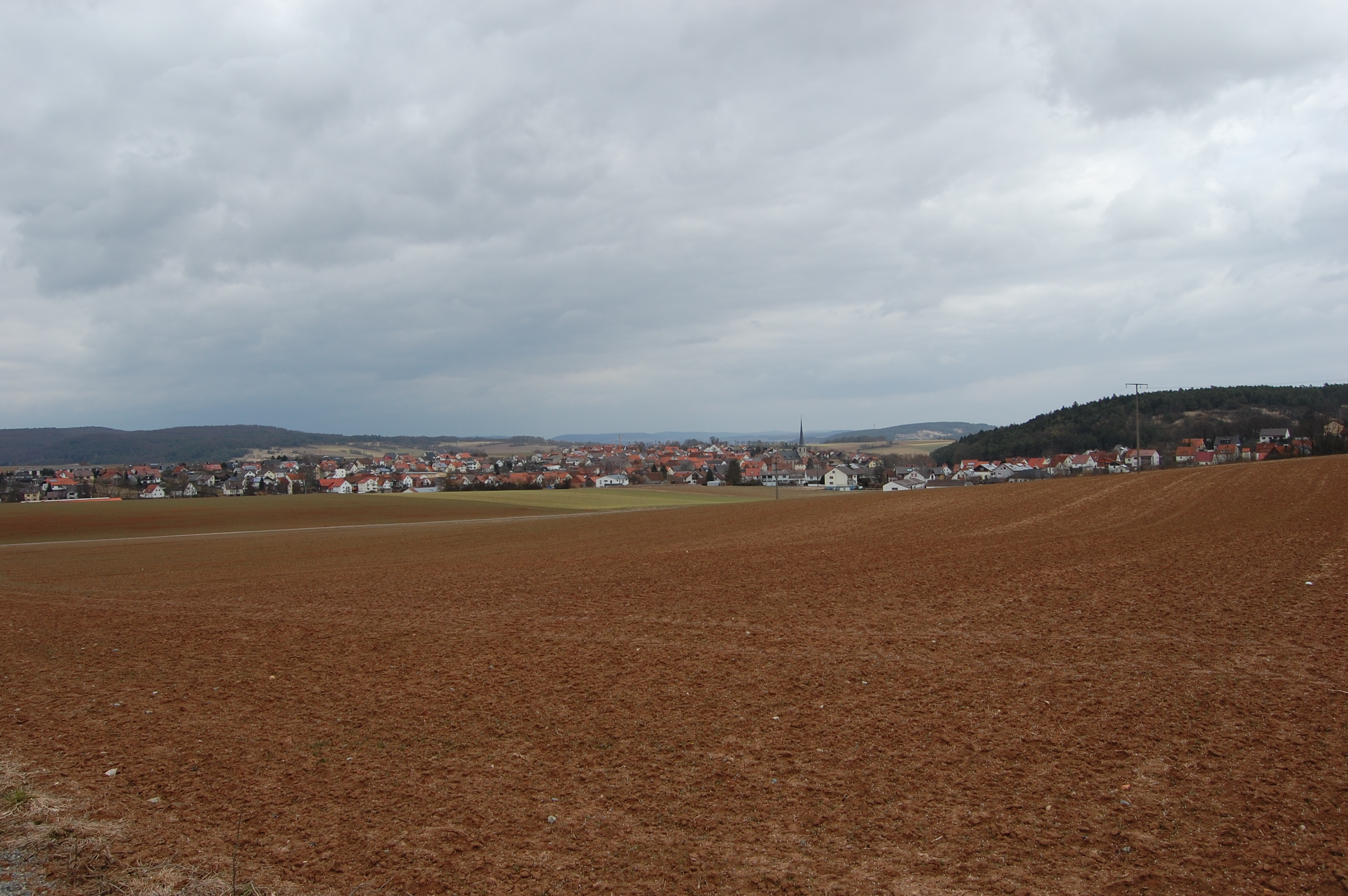
Ortsansicht (2011)
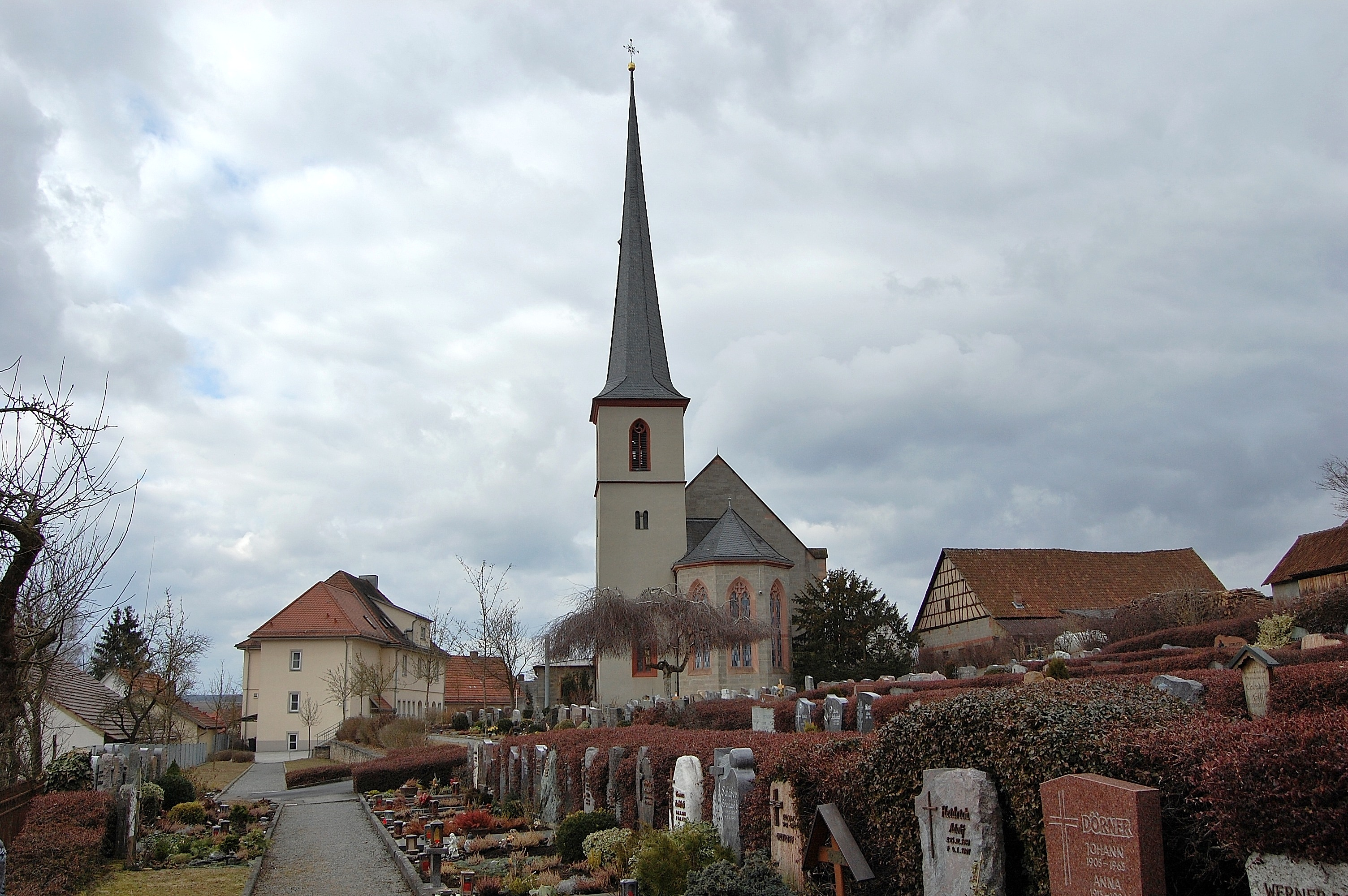
Pfarrkirche St. Bonifatius
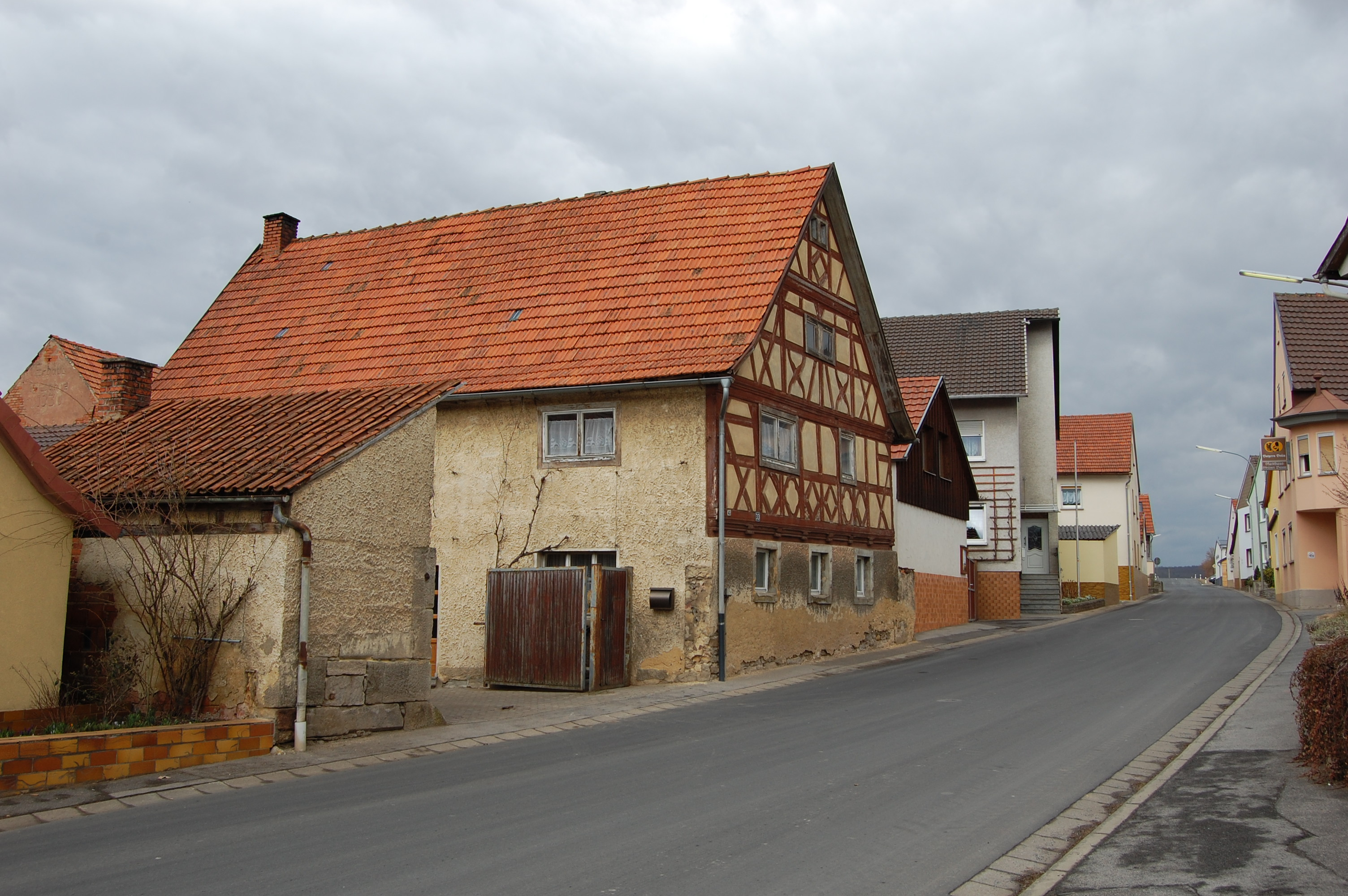
Ortsansicht (2011)
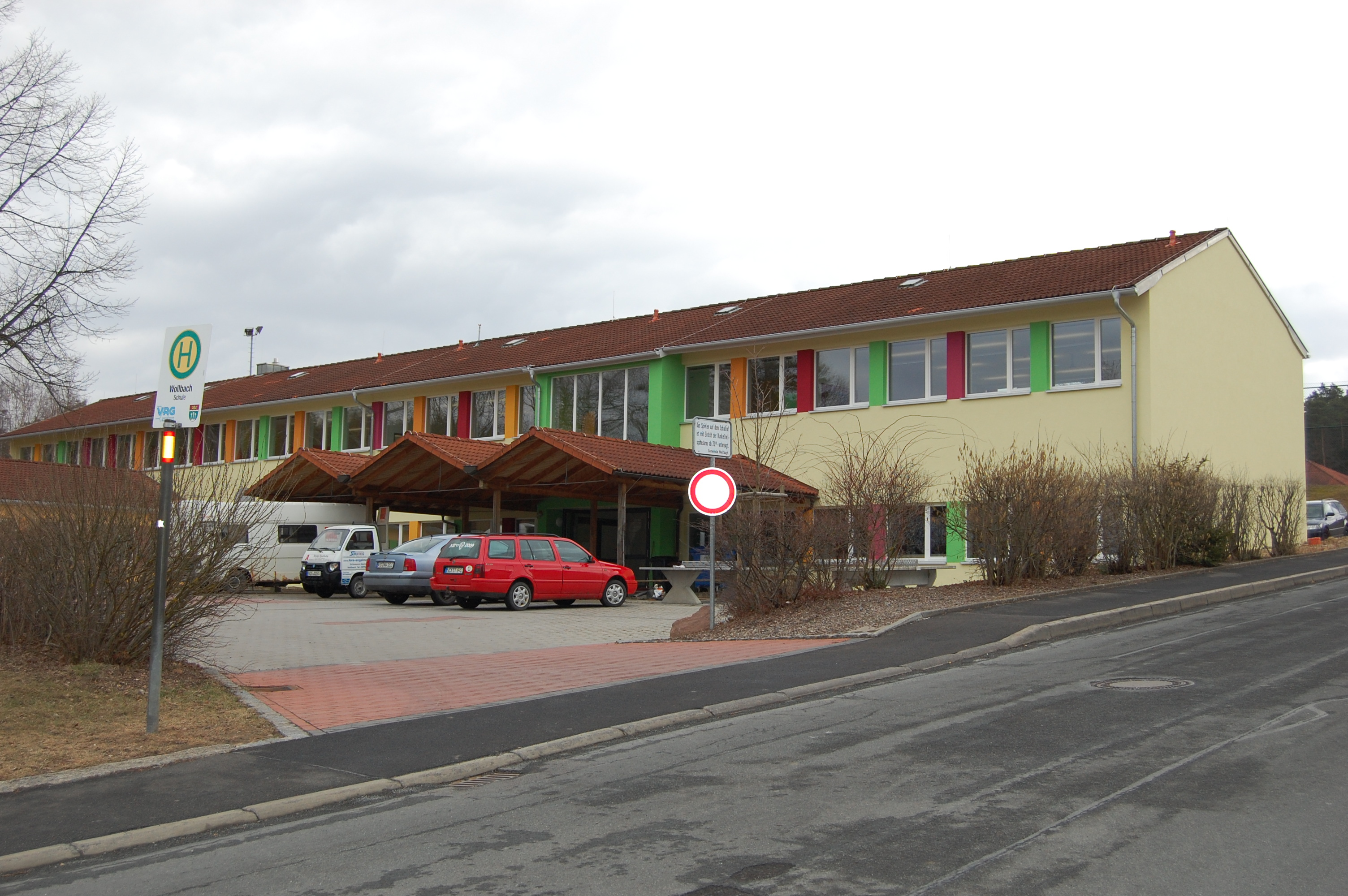
Schule (2011)